# زیگموند برلینک
زیگموند هنریک برلینک (لهستانی: Zygmunt Henryk Berlin) (۲۷ آوریل ۱۸۹۶ - ۱۱ ژوئیه ۱۹۸۰) یک ژنرال و سیاستمدار لهستانی است. او در اوایل قرن بیستم برای استقلال لهستان مبارزه کرد. در طی جنگ جهانی دوم ، او به طور غیرمستقیم به دلیل فرار از ارتش آندرس به اعدام محکوم شد. اما حکومت در تبعید لهستان این حکم را لغو کرد. بعدها، برلینک تبدیل به فرمانده ارتش اول لهستان که بخشی از ارتش لهستانی اتحاد جماهیر شوروی بود گشت و نقش مهمی را در دولت لهستان پس از جنگ بازی کرد.